# Zheng Bo
Zheng Bo (chinesisch 鄭波 / 郑波, Pinyin Zhèng Bō; * 26. November 1983 in der Provinz Hunan, China) ist ein chinesischer Badmintonspieler aus Hunan in der Volksrepublik China.
1992 wurde er zusammen mit Sang Yang Weltmeister der Junioren im Herrendoppel.
Zheng nahm für China im Badminton bei Olympia 2004 im Männerdoppel mit seinem Partner Sang Yang teil. Sie hatten in der ersten Runde ein Freilos und bezwangen in der zweiten Runde Chan Chong Ming und Chew Choon Eng aus Malaysia. Im Viertelfinale unterlagen Zheng und Sang gegen Kim Dong-moon und Ha Tae-kwon aus Südkorea mit 15:7, 15:11.
2007 war er Mitglied der chinesischen Mannschaft, die am 17. Juni in Glasgow den Sudirman Cup gegen Indonesien erfolgreich verteidigte. Bei der Badminton-Weltmeisterschaft 2007 gewann er Silber im Mixed gemeinsam mit Gao Ling.

## Sportliche Erfolge
| Saison    | Veranstaltung                                   | Disziplin    | Platz | Name                     |
| --------- | ----------------------------------------------- | ------------ | ----- | ------------------------ |
| 1999/2000 | Deutsche Internationale Juniorenmeisterschaften | Herrendoppel | 1     | Yang Sang / Zheng Bo     |
| 1999/2000 | Deutsche Internationale Juniorenmeisterschaften | Mixed        | 1     | Zheng Bo / Zhao Tingting |
| 2000      | Weltmeisterschaften der Junioren                | Herrendoppel | 1     | Sang Yang / Zheng Bo     |
| 2000      | Junioren-Asienmeisterschaft                     | Herrendoppel | 1     | Sang Yang / Zheng Bo     |
| 2000      | Junioren-Asienmeisterschaft                     | Mixed        | 1     | Zheng Bo / Wei Yili      |
| 2002      | French Open                                     | Mixed        | 1     | Zheng Bo / Zhang Yawen   |
| 2003      | China Open                                      | Herrendoppel | 5     | Zheng Bo / Sang Yang     |
| 2003      | Weltmeisterschaft                               | Herrendoppel | 3     | Sang Yang / Zheng Bo     |
| 2003      | Weltmeisterschaft                               | Mixed        | 33    | Zheng Bo / Zhang Jiewen  |
| 2003      | Indonesia Open                                  | Herrendoppel | 1     | Sang Yang / Zheng Bo     |
| 2004      | Olympia                                         | Herrendoppel | 5     | Zheng Bo / Sang Yang     |
| 2004      | China Open                                      | Herrendoppel | 3     | Sang Yang / Zheng Bo     |
| 2005      | China Open                                      | Mixed        | 3     | Zheng Bo / Zhao Tingting |
| 2005      | China: Einzelmeisterschaften                    | Mixed        | 1     | Zheng Bo / Huang Sui     |
| 2006      | Macau Open                                      | Mixed        | 3     | Zheng Bo / Yu Yang       |
| 2006      | Asienspiele                                     | Mixed        | 1     | Zheng Bo / Gao Ling      |
| 2006      | Hongkong Open                                   | Mixed        | 1     | Zheng Bo / Zhao Tingting |
| 2006      | Macau Open                                      | Herrendoppel | 2     | Guo Zhendong / Zheng Bo  |
| 2007      | All England                                     | Mixed        | 1     | Zheng Bo / Gao Ling      |
| 2007      | Malaysia Open                                   | Mixed        | 1     | Zheng Bo / Gao Ling      |
| 2007      | Japan Open                                      | Mixed        | 1     | Zheng Bo / Gao Ling      |
| 2007      | Korea Open                                      | Mixed        | 1     | Zheng Bo / Gao Ling      |
| 2007      | Weltmeisterschaft                               | Mixed        | 2     | Gao Ling / Zheng Bo      |
| 2007      | Indonesia Open                                  | Mixed        | 1     | Zheng Bo / Gao Ling      |
| 2007      | German Open                                     | Mixed        | 1     | Zheng Bo / Gao Ling      |
| 2007      | China Masters                                   | Mixed        | 1     | Zheng Bo / Gao Ling      |
| 2008      | All England                                     | Mixed        | 1     | Zheng Bo / Gao Ling      |
| 2008      | Indonesia Open                                  | Mixed        | 1     | Zheng Bo / Gao Ling      |
| 2009      | Swiss Open                                      | Mixed        | 1     | Zheng Bo / Ma Jin        |
| 2009      | Indonesia Open                                  | Mixed        | 1     | Zheng Bo / Ma Jin        |
| 2009      | Singapur Open                                   | Mixed        | 1     | Zheng Bo / Ma Jin        |